# Honeypot (informatica)

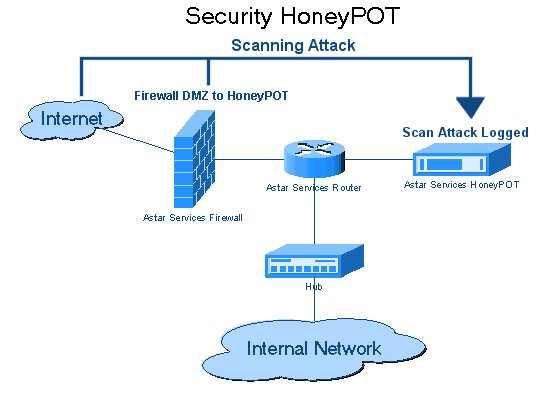
Diagram van een Honeypot

Een honeypot is in de informatica een computersysteem dat zich bewust kwetsbaar opstelt voor (worm)virussen, hackers en andere aanvallen. De bedoeling is om 'bezocht' te worden door een kwaadaardige aanvaller, en vervolgens het gedrag van die aanvaller te analyseren of de aanvaller af te leiden van de echte systemen die beschermd moeten worden.
De herkomst van de term honeypot (nl: honingpot) wordt vaak verbonden aan de beer Winnie de Poeh, die in allerhande situaties belandde door zijn grote voorliefde voor potten honing.
Een honeypot zal, vergelijkbaar met de honing bij Winnie the Poeh, een aantrekkelijke werking hebben. Hij zal bijvoorbeeld over gegevens beschikken die een hacker interessant vindt, zoals (al dan niet valse) wachtwoordgegevens.
Door de informatie te analyseren die vergaard wordt tijdens het bezoek aan de honeypot, kan de aard van dergelijke kwaadaardige software worden vastgesteld en zo kunnen de activiteiten van de kwaadaardige indringer mede worden tegengegaan.
Soms wordt een honeypot gebruikt om de gegevens van de hacker zelf te achterhalen. Zo kan deze hopelijk vervolgd en onschadelijk gemaakt worden. De gegevens die door de honeypot zijn achterhaald, dienen dan als bewijs.
Een honeypot kan ook bestaan uit een mailadres dat bewust wordt bekendgemaakt zodat het hopelijk wordt verspreid onder handelaars in mailadressen, en dat vervolgens allerhande mails ontvangt, en zo ook spammail kan analyseren. Die informatie kan dan meteen worden doorgegeven aan spamfilters, zodat dezelfde mail bij andere, echte gebruikers, meteen afgevangen kan worden.
Uiteraard bestaat er ook software die erop gericht is om honeypots te herkennen, waarmee kwaadaardige aanvallers deze kunnen omzeilen.